# Banco do Gana
O Banco do Gana é o banco central de Gana. Está localizado em Accra e foi fundado em 1957. O banco atua ativamente no desenvolvimento de políticas de inclusão financeira e é membro da Aliança pela Inclusão Financeira.

## Historia

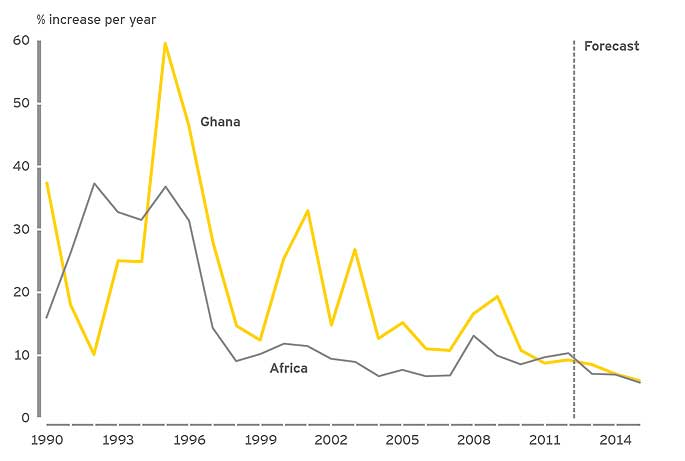
taxa de inflação econômica de variação em porcentagem

O Banco Central do Gana tem suas raízes no Banco da Costa do Ouro ou no Banco Comercial do Gana, onde foi criado. Assim que políticos e economistas locais viram a independência política à vista em meados da década de 1950, a agitação por um banco central foi revivida. Argumentou-se que um banco central era uma instituição que daria verdadeiro significado à independência política.
As propostas dos advogados de um banco central foram aceitas e, no início de 1955, outro Comitê Seleto foi criado pelo governo para dar uma nova olhada no relatório e preparar as bases para o estabelecimento de um banco central no Gana. O GCB já havia preparado o cenário para o banco central: tudo o que era necessário era um pessoal especialmente treinado no banco central e acomodações adequadas para o banco decolar.
No final de 1956, tudo estava pronto para o estabelecimento do Banco do Gana. Um novo e moderno prédio de cinco andares foi construído no Accra para abrigar o Banco de Gana e o Banco Comercial de Gana. Em março de 2012, o Banco do Gana anunciou que estaria assumindo compromissos específicos com a inclusão financeira sob a Declaração Maya.

## Perfil Corporativo
O primeiro governador do banco foi o Sr. Alfred Eggleston, o ex-diretor administrativo do BGC e um banqueiro escocês talentoso destacado no Gana pelo Banco Imperial da Índia. Seu vice-governador era o Sr. Douglas F. Stone, outro renomado banqueiro central britânico também destacado pelo Bank of England.
A administração geral do banco foi confiada nas mãos de um conselho de administração de sete membros, sob a presidência do governador.
O primeiro Conselho foi o seguinte:
- Alfred Eggleston, Presidente
- Douglas F. Stone, vice-governador
- Robert Samuel Blay, Diretor
- Dr. N. T. Clerk, Diretor
- C. E. Osei, Diretor
- R. C. Parkin, Diretor

O governador do Banco e seu vice foram nomeados pelo governador da Costa do Ouro por recomendação do primeiro-ministro, de acordo com a seção 10 da Portaria de 1957. O governador e seu vice foram nomeados para um mandato de cinco anos e foram elegíveis para recondução. Esses dois funcionários responderam perante o Conselho por seus atos e decisões no curso da administração geral dos negócios do banco. O próprio Conselho também foi responsável perante o Ministério das Finanças pelo gerenciamento eficiente do Banco. Os outros diretores do Conselho também foram nomeados pelo Primeiro Ministro, com a aprovação do Governador da Costa do Ouro por um período de três anos, sujeito a renovação.
O banco iniciou negócios com seis departamentos principais, a saber:
- Gabinete do Governador
- O Departamento de Administração
- O Departamento Bancário
- O Departamento de Assuntos
- Departamento de Contas/Auditoria
- Departamento de Economia/Estatística

O Gabinete do Governador era chefiado pelo Secretário do Conselho, enquanto os outros departamentos eram chefiados por Gerentes que se reportavam diretamente ao Vice-Governador ou, em casos especiais, ao Governador. Os departamentos eram administrados pelos gerentes de acordo com as políticas e decisões tomadas pela Administração interna, de acordo com as políticas adotadas por um Comitê de Gestão interno, composto pelo Governador, pelo Vice-Governador e três ou quatro chefes de departamento nomeados pelo Governador.
Com esses arranjos organizacionais iniciais, o Banco do Gana assumiu seu papel central no sistema bancário do Gana, que compreendia o banco central, dois bancos comerciais estrangeiros - o Standard Chartered Bank) e o Barclays Bank Limited (Domínio, Colonial e Ultramarino); e o novo Banco Comercial do Gana.
Havia também o Banco de Poupança dos Correios, que na verdade não era um banco por definição; era apenas uma instituição criada pelo governo para mobilizar a poupança pública por meio das numerosas agências dos correios do país, para investir em programas do governo.
As relações com os outros bancos do sistema foram estabelecidas nas seções 39 a 42 da Portaria de 1957. Inicialmente, a relação não era muito forte. O Banco Central deveria atuar como banqueiro em outros bancos e cooperar com eles para promover e manter serviços bancários adequados e razoáveis para o público. Foi também para garantir altos padrões de conduta e gestão no sistema bancário. O Banco também recebeu poderes para exigir que os bancos mantenham uma proporção de seus ativos na forma especificada e enviem retornos mensais de suas operações ao Banco Central. No entanto, a supervisão bancária ou o exame bancário não foram especificamente destacados na Portaria.